# Methodischer Neutralismus
Der methodische Neutralismus ist eine vom Wissenschaftsphilosophen Rudolf Carnap vertretene Position, nach der die Wahl einer empiristisch-wissenschaftlichen Sprache nicht mit einer Festlegung auf eine philosophische oder metaphysische Position verbunden sein soll.
Diese Position spielt vor allem in Carnaps – zusammen mit Otto Neurath – unternommenen Anstrengungen eine wichtige Rolle, die verschiedenen empirischen Wissenschaften zu einer Einheitswissenschaft zusammenzufassen, die in einer Universalsprache ausgedrückt ist. Nach Carnap ist die Auswahl der Universalsprache insofern frei, als nur die exakten (syntaktischen) Regeln des Sprachaufbaus angegeben werden müssen. Mit der Wahl der Sprache sollen keine ontologischen (metaphysischen) Aussagen verbunden werden.